# Whixley
Whixley – wieś w Anglii, w hrabstwie North Yorkshire, w dystrykcie (unitary authority) North Yorkshire. Leży 17 km na zachód od miasta York i 290 km na północ od Londynu.